# Anundsjö landskommun
Anundsjö landskommun var en tidigare kommun i Västernorrlands län.

## Administrativ historik
Kommunen inrättades den 1 januari 1863 i Anundsjö socken i Ångermanland  när 1862 års kommunalförordningar trädde i kraft.
Vid kommunreformen 1952 bildade den "storkommun" genom sammanläggning med grannkommunen Skorped.
Mellan 10 juni 1932 och 31 december 1952 fanns här inrättat Bredbyns municipalsamhälle.
År 1971 blev kommunen en del av den nya Örnsköldsviks kommun.
Kommunkod 1952-1970 var 2228.

### Kyrklig tillhörighet
I kyrkligt hänseende hörde landskommunen till Anundsjö församling. Den 1 januari 1952 tillkom Skorpeds församling.

## Kommunvapen
Kommunen fick sitt vapen fastställt av Kungl. Maj:t den 21 december 1962, med följande blasonering: I blått fält en duva av silver med röd näbb och röda ben, sittande på en bjälkvis genomgående gren av guld och hållande i näbben en olivkvist av silver. Vapnet baserades på Anundsjö sockens sigill, känt från 1804.

## Geografi
Anundsjö landskommun omfattade den 1 januari 1952 en areal av 3 139,90 km², varav 2 999,70 km² land.

### Tätorter i kommunen 1960
| Tätort       | Folkmängd |
| ------------ | --------- |
| Bredbyn      | 994       |
| Mellansel    | 743       |
| Solberg      | 389       |
| Skorped      | 345       |
| Kubbe        | 279       |
| Myckelgensjö | 264       |

Tätortsgraden i kommunen var den 1 november 1960 33,7 procent.

## Politik

### Mandatfördelning i valen 1938-1966
| 15 | 7 | 5 | 3 |

| 30 |

| 14 | 7 | 7 | 2 |

| 30 |

| 3 | 10 | 9 | 7 |  |

| 30 |

| 18 | 12 | 8 | 2 |

| 38 |

|  | 19 | 10 | 7 | 3 |

| 37 |

|  | 17 | 12 | 7 | 3 |

| 38 |

|  | 19 | 11 | 7 | 2 |

| 37 |

| 2 | 16 | 11 | 7 | 2 | 2 |

| 35 |